# Composició centesimal
La composició centesimal d'un compost químic és la proporció expressada en tant per cent en massa que hi ha de cadascun dels elements que formen aquest compost. Per exemple, la composició centesimal de l'hidròxid de sodi, NaOH, és de 57,5% de sodi, 40% d'oxigen i 2,5% d'hidrogen. Això vol dir que en una mostra de 100 g de NaOH hi ha 57,5 g de sodi, 40 g d'oxigen i 2,5 g d'hidrogen. Per un compost pur la composició centesimal és una característica intrínseca de cada compost, independent de la massa de la mostra considerada, i es pot calcular a partir de la fórmula del compost. Per calcular la composició centesimal de cada element, s'aplica la següent expressió:
{\displaystyle C_{i}={\cfrac {n_{i}\cdot PM_{i}}{PM_{\text{compost}}}}\cdot 100},
on {\displaystyle n_{i}} indica el nombre d'àtoms d'element {\displaystyle i} considerat i {\displaystyle PM_{i}} la massa atòmica d'aquest element. El denominador és la massa molecular del compost.